# یونسی
یونسی (یونِسی یا یُنسی) شهری در بخش یونسی شهرستان بجستان استان خراسان رضوی ایران است. این شهر دارای  قدمتی بالا و سکونتگاهی کهن است که با روستای مرندیز (در غرب) و روستای میاندهی و   فتح‌آباد (در شرق) همسایه است. فاصله‌اش با مرکز شهرستان ۴۵ کیلومتر با مرکز استان ۲۵۰ کیلومتر و با پایتخت ۸۸۸ کیلومتر است. شهر یونسی وجه تسمیه خود را از مزار تاریخی منسوب به یونس گرفته است. این مکان از اهمیت بسیار زیادی برای اهالی برخوردار است و شهدا و افراد صاحب نام یونسی پیرامون این مکان مدفون هستند. از گذشته حدود چهل حوض (آب‌انبار)، کاروانسرا، پل و برج و بارو و… در این شهر، باقی مانده است. قدمت تعزیه و شبیه‌خوانی در شهر یونسی بسیار طولانی است.

## جمعیت
بر پایهٔ سرشماری عمومی نفوس و مسکن در سال ۱۳۹۵ جمعیت این شهر ۳۴۲۶ نفر (در ۱۲۲۳ خانوار)  بوده است.

## اقلیم
اقلیم یونسی گرم و خشک است و زمستان‌هایی بسیار سرد و تابستان‌هایی بسیار گرم دارد که این بیشتر به‌خاطر قرار گرفتنش در کویر بجستان است.

## آثار تاریخی
از آثار تاریخی یونسی می‌توان به آب‌انباری معروف به حوض نو، رباط یونسی، پل یونسی معروف به «پول کال» و قلعهٔ تاریخی اشاره کرد که در حال ویرانی است.

## آثار طبیعی

### غار بلور
ارتفاع دهانهٔ این غار از سطح دریا: ۹۸۵ متر - طول غار: ۱۲۱ متر - عمق غار: ۳۶ متر. ورودی غار دارای ۲ چاه ۵ و ۱۴ متری متوالی است. وجود این چاه‌ها باعث شده تا افراد عادی نتوانند وارد غار شوند و اغلب زیبایی‌های غار سالم و دست‌نخورده باقی مانده است.

### غار تکسرا
این غار در ۸ کیلومتری جنوب شهر یونسی است و دارای استالاکتیت و استالاگمیت‌های متنوع و فراوان است. این غار ۳۰۰ متر طول داشته و دارای دو چاه است. پیمایش این غار، فنی بوده و بازدید بدون تجهیزات غارنوردی امکان‌پذیر نیست. دهانهٔ غار تکسرا در ارتفاع قرار داشته و برای ورود باید به‌صورت عمودی و با طناب وارد آن شد. این غار، راه فرعی نداشته ولی دارای قندیل‌های بسیار است. مسیر آن دارای شیب بوده به‌طوری‌که انتهای غار با دهانهٔ آن ۶۰ متر اختلاف ارتفاع دارد. دمای داخل غار متفاوت با دمای خارج آن است. از نظر اهالی بومی، مدفن یونس نبی در کنار رودخانهٔ یونسی قرار دارد. البته آرامگاه ادعایی یونس پیامبر در چند مکان دیگر در داخل و بیرون از ایران نیز وجود دارد. در کتاب پیرامون فلات باستانی محمدتقی سیاه‌پوش، اشاره‌ای به این موضوع دارد.
برخی سفرنامه‌نویسان نیز از جغرافیای تاریخی یونسی مطالب ارزشمندی ارائه کرده‌اند.

## کشاورزی
از محصولات کشاورزی یونسی می‌توان به پسته، گندم، جو، پنبه و چغندر اشاره کرد. یونسی دو قنات داشته است که یکی به‌کلی خشک و دیگری تا حد زیادی کم‌آب شده است. شغل‌های اصلی مردم یونسی کشاورزی، دامداری و دامپروری است.